# Janez Slavik
Janez Slavik, slovenski skladatelj češkega rodu , *  ~ 1787, Neustupov, Češka, † 1. september 1842, Postojna.
Janez - Jan Slavik spada v skupino na Slovenskem naturaliziranih tujcev, med katerimi so bili še Anton Höller, Gašpar Mašek, Josip Mikš, Leopold Ferdinand Schwerdt in drugi, ki so s svojim ustvarjalnim delom vplivali na razvoj slovenske glasbe. V glavnem so bili to poklicni glasbeniki, ki so pisali cerkvene, posvetne, komorne in orkestralne skladbe, maše in oratorije. Prišli so v naše kraje iskat zaslužka. V glasbi so se izobrazili doma, kjer je bilo gotovo več možnosti šolanja.

## Življenje in delo
Slavik je bil v domovini nekaj časa učiteljski pripravnik. V naše kraje je prišel leta 1814. Najprej je bil učitelj v Trnovem pri Ilirski Bistrici. Nato je deloval v Ribnici (1821), Vipavi (1823-1833) in na Črnem Vrhu (1833). Najdlje je bil v Vipavi, kjer je leta 1829 omenjen kot organist in privatni učitelj glasbe. Viri navajajo, da je bil leta 1838 učitelj glasbe v Postojni, kjer pa se mu je slabo godilo, ker se je tam naselil še en učitelj, kar je znatno zmanjšalo Slavikove prihodke. Zato je 6. avgusta 1840 pisal ljubljanskemu škofu Wolfu in ga prosil za pomoč, češ da z dohodki, ki jih prejema ne more preživljati žene in petih otrok. Njegovo celotno glasbeno delo še ni povsem znano. Sam v pismu ljubljanskemu škofu navaja, da je zložil več maš, simfonij, valčkov, koračnic in drugih skladb.